# Sportschule
Unter Sportschule, auch Schule mit viel Sport, Sportbetonte Schule und ähnlich, versteht man eine Schule oder einen Schultyp mit besonderem Schulschwerpunkt im Bereich Sportpädagogik.

## Grundlegendes
Sportdidaktik nimmt im Schulwesen eine besondere Stellung ein. Schon seit der Aufklärung  des Bildungswesens wurde der Leitgedanke „Ein gesunder Geist in einem gesunden Körper“ verfolgt, und Schulsport den Bildungszielen beigestellt. Heute ist Sportunterricht in den meisten Bildungssystemen verpflichtend festgeschrieben.
Spezialschulen für den Leistungssport, die über normalen Bewegungsdrang hinausgeht, sind ebenfalls seit der Antike bekannt (das ursprüngliche Gymnasion, zu Gymnastik, ‚Turnen‘) und weltweit verbreitet. Im 19. Jahrhundert wurden sie mit der Entwicklung des Wettbewerbssports als nationales Identifikationsmittel in Europa wiederentdeckt, zuerst im militärischen Bereich im Sinne einer Frühbildung (Reit-, Fecht- und Schießschulen), und ab den 1880ern zunehmend für die seinerzeit olympischen Sportarten (Turnschulen), und dann auch im Bereich der sozialischen Arbeiterschulen, wo die Schulen auch ihren politischen Aspekt gewonnen haben. Anfangs dem olympischen Gedanken des Laiensportlers folgend, und dann zunehmend den national-machtpolitischen Forderungen in der Zeit der beiden Weltkriege unterworfen, hat man später erkannt, dass Leistungssport nur dann eine berufliche Wahl darstellen kann, wenn auch ein Bildungsabschluss anderer Art mitgeboten wird, weil eine Sportlerkarriere durchwegs in den 30ern zu Ende geht. Da die leistungssportliche Ausbildung extreme zeitliche Anforderungen an den Schüler stellt, wurden die Lehrpläne anderer Schulformen soweit adaptiert, dass sich schulische und sportliche Ausbildung vereinen lassen. Daneben ist für die zahlreichen Sportarten auch eine umfangreiche Infrastruktur notwendig, daher befinden sich Sportschulen durchweg in der Nähe spezieller Sportzentren.

## Formen der Sportschulen

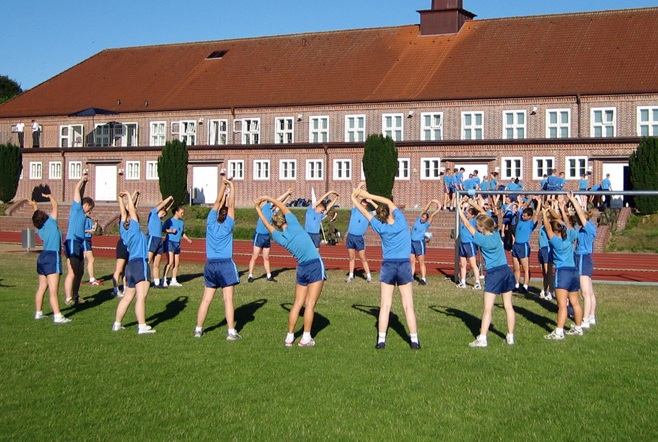
Offizieranwärter der Marine beim Sport bei der Marinesportschule in Flensburg-Mürwik

Nach der Bildungsebene beziehungsweise dem Schulabschluss unterscheidet man etwa:
- Schulen der Sportlichen Frühbildung (auf Grundschulniveau, ein in Europa kaum verfolgter Ansatz)
- Sportgymnasium (die Schulen, die aus dem klassisch-humanistischen Gymnasiums-Leitbild entstanden sind)

Nach dem Möglichkeiten:
- Trainingszentrum mit angeschlossenem Übernachtungs- und Verpflegungsbereich
- Sportinternat, häufige Form, um die Zugangswege kurz zu halten, auch, um Aufbau- und Ernährungsprogramme konsequent verfolgen zu können

Nach der Sportart – im Allgemeinen speziell im Bereich der Nationalsportarten eines Landes:
- Fußballschule, eine heute weltweit vorherrschende Form
- Schule mit Schwerpunkt Skisport, besonders in den Alpenländern, für nordischen Skisport auch in Skandinavien typisch

Letztendlich ließe sich auch nach dem Bildungsträger und dessen Zielsetzung unterscheiden. So besitzt beispielsweise auch die Deutsche Marine eine eigene Sportschule, die Marinesportschule.

## Nationales

### Österreich
In Österreich finden sich als Schulformen der Sportschulen folgende Schularten:
- Hauptschule unter besonderer Berücksichtigung der sportlichen Ausbildung (Sporthauptschule) und unter besonderer Berücksichtigung der schisportlichen Ausbildung (Schihauptschule)[4]
- Neue Mittelschule unter besonderer Berücksichtigung der sportlichen Ausbildung (Sport-NMS) und unter besonderer Berücksichtigung der schisportlichen Ausbildung (Schi-NMS) – diese Schulformen ersetzt bis 2015–2018 die Hauptschulen
- Handelsakademie/Handelsschule für Leistungssportler (HAK/HAS Sport)[5]
- Gymnasium mit schulautonomer Schwerpunktsetzung Sport (Sportgymnasium)
- Realgymnasium unter besonderer Berücksichtigung der sportlichen Ausbildung, Wirtschaftskundliches Realgymnasium mit schulautonomer Schwerpunktsetzung Sport, sowie Oberstufenrealgymnasium unter besonderer Berücksichtigung der sportlichen Ausbildung, unter besonderer Berücksichtigung der sportlichen Ausbildung und für Leistungssportler (Sportrealgymnasium)
- Oberstufenrealgymnasium für Schisportler (Schigymnasium)

Insgesamt gibt es in Österreich
zahlreiche Sport-HS, 8 HAK/HAS Sport (davon drei für Schisport), 14 Gymnasien (ein Schulzweig, 2 speziell für Schisport)
sowie eine Privatschule (Liese Prokop Privatschule für Hochleistungssportler am Leistungssport-Zentrum Südstadt Maria Enzersdorf).
Daneben gibt es einige Fachschulen speziell für Leistungssportler, die angepasste begleitende Berufsbildung bieten, so die Skihotelfachschule Bad Hofgastein.

### Deutschland
- Kinder- und Jugendsportschulen in der DDR
- Eliteschule des Sports und Sportbetonte Schule in Deutschland[10]